# リンゴ酸シンターゼ
リンゴ酸シンターゼ（Malate synthase、EC 2.3.3.9）は、以下の化学反応を触媒する酵素である。
アセチルCoA + 水 + グリオキシル酸 {\displaystyle \rightleftharpoons } (S)-リンゴ酸 + 補酵素A
従って、この酵素の基質はアセチルCoAと水とグリオキシル酸の3つ、生成物は(S)-リンゴ酸と補酵素Aの2つである。
この酵素は転移酵素、特にアシル基をアルキル基に変換するアシルトランスフェラーゼに分類される。系統名はアセチルCoA:グリオキシル酸 C-アセチルトランスフェラーゼ (チオエステル加水分解, カルボキシメチル形成) (acetyl-CoA:glyoxylate C-acetyltransferase (thioester-hydrolysing, carboxymethyl-forming)) である。他に、glyoxylate transacetase、glyoxylic transacetase、malate condensing enzyme、malate synthetase、malic synthetaseやmalic-condensing enzyme等とも呼ばれている。この酵素は、ピルビン酸、グリオキシル酸とジカルボン酸の代謝に関与している。

## 構造

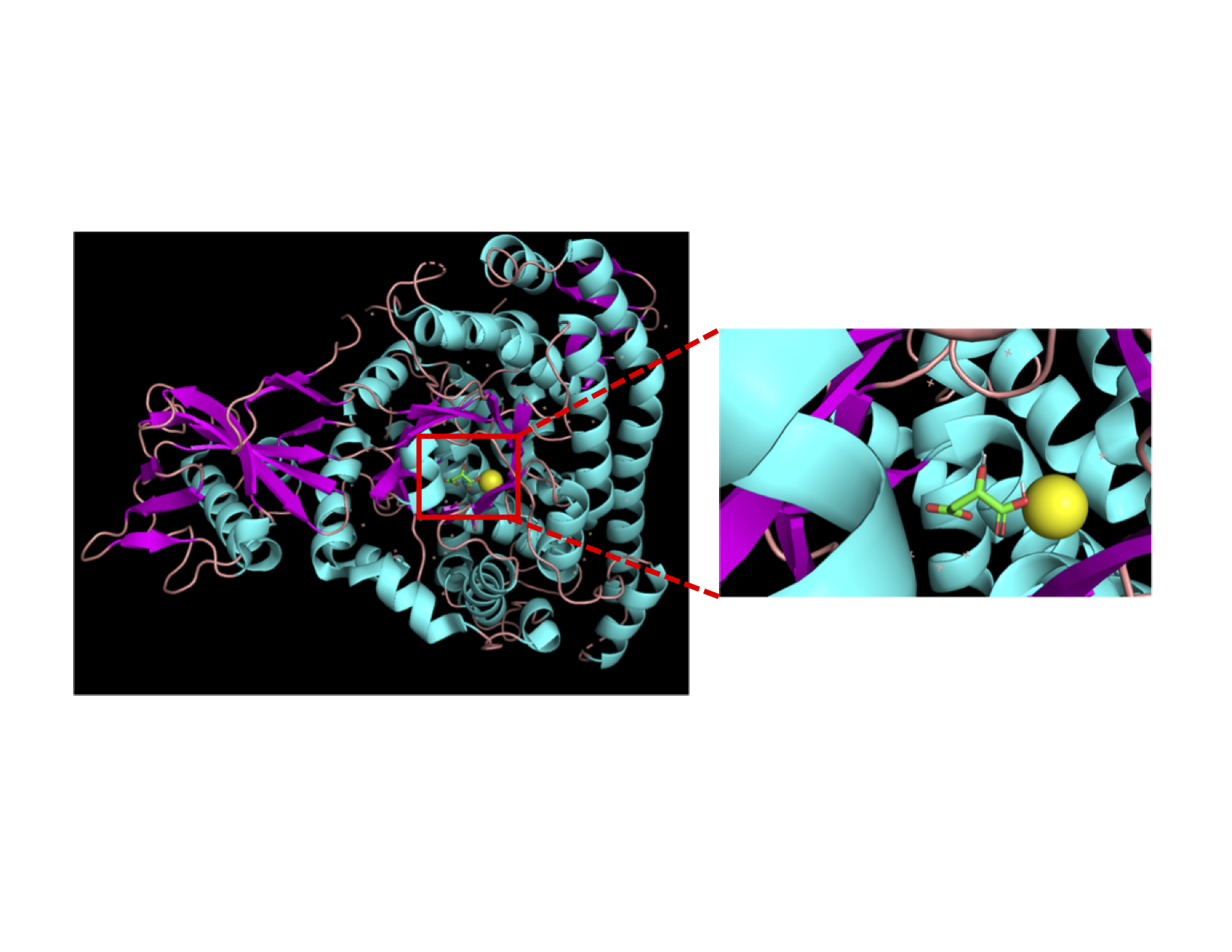
リンゴ酸シンターゼの結晶構造（左）と、かっせぶいの拡大図（右）。反応産物であるリンゴ酸と配位マグネシウムカチオンと複合体を形成している。

リンゴ酸シンターゼは、アイソフォームAとアイソフォームGの2つの大きなファミリーに分類される。アイソフォームGは細菌にのみ存在する約 80 kDaのタンパク質で、単量体または二量体として存在する。アイソフォームAは各サブユニットが約 65 kDaのホモ多量体タンパク質で、真核生物でみられる。この酵素は中心にTIMバレルがN末端のαヘリックスの留め金に挟まれて存在し、α/βドメインがTIMバレル配列から伸びている。C末端の5本のヘリックスからなるプラグで終わる。アセチルCoAとグルオキシル酸が結合する活性部位は、TIMバレルとC末端プラグの間に位置している。結合に際し、アセチルCoAはアデニン環のN7とパンテテインテールのヒドロキシル基との間の分子内水素結合によって、結合ポケットへJ字型となって挿入される。さらに、活性部位内ではマグネシウムイオンにグリオキシル酸、グルタミン酸427番残基、アスパラギン酸455番残基、2つの水分子が配位している。結合の際にアセチルCoAと相互作用するアミノ酸は高度に保存されている。各アイソフォームの分類内の配列同一性は高いが、分類間の配列同一性は約15%にまで低下する。α/βドメインは明確な機能を持たず、アイソフォームAには存在しない。

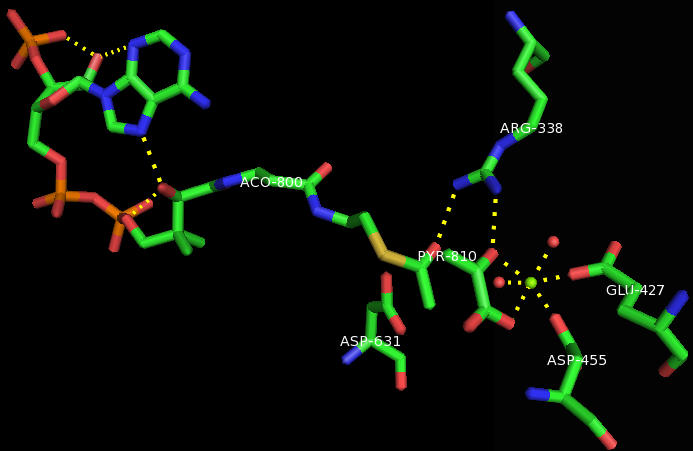
ピルビン酸とアセチルCoAが結合したリンゴ酸シンターゼの活性部位。アセチルCoAのJ字型配置が示されている。八面体型配位のMg^{2+}カチオンが緑のドット、水分子が赤のドット、極性相互作用が黄色の破線で示されている。

## 機構
リンゴ酸シンターゼの反応機構は、アセチルCoAとグリオキシル酸の縮合と中間体の加水分解である。まず、アスパラギン酸631番残基が触媒塩基として作用し、アセチルCoAのα炭素からプロトンを引き抜いて、アルギニン338番残基によって安定化されたエノラートを作り出す。この段階が反応の律速段階であると考えられている。その後、エノラートはグリオキシル酸のアルデヒドを攻撃する求核剤として作用し、アルギニン338番残基とマグネシウムカチオンによって安定化された酸素原子に負電荷が与えられる。このマリルCoA中間体はその後アシルCoA部分が加水分解され、カルボン酸アニオンに置き換えられる。そして、リンゴ酸とCoA分子が遊離する。

## 機能

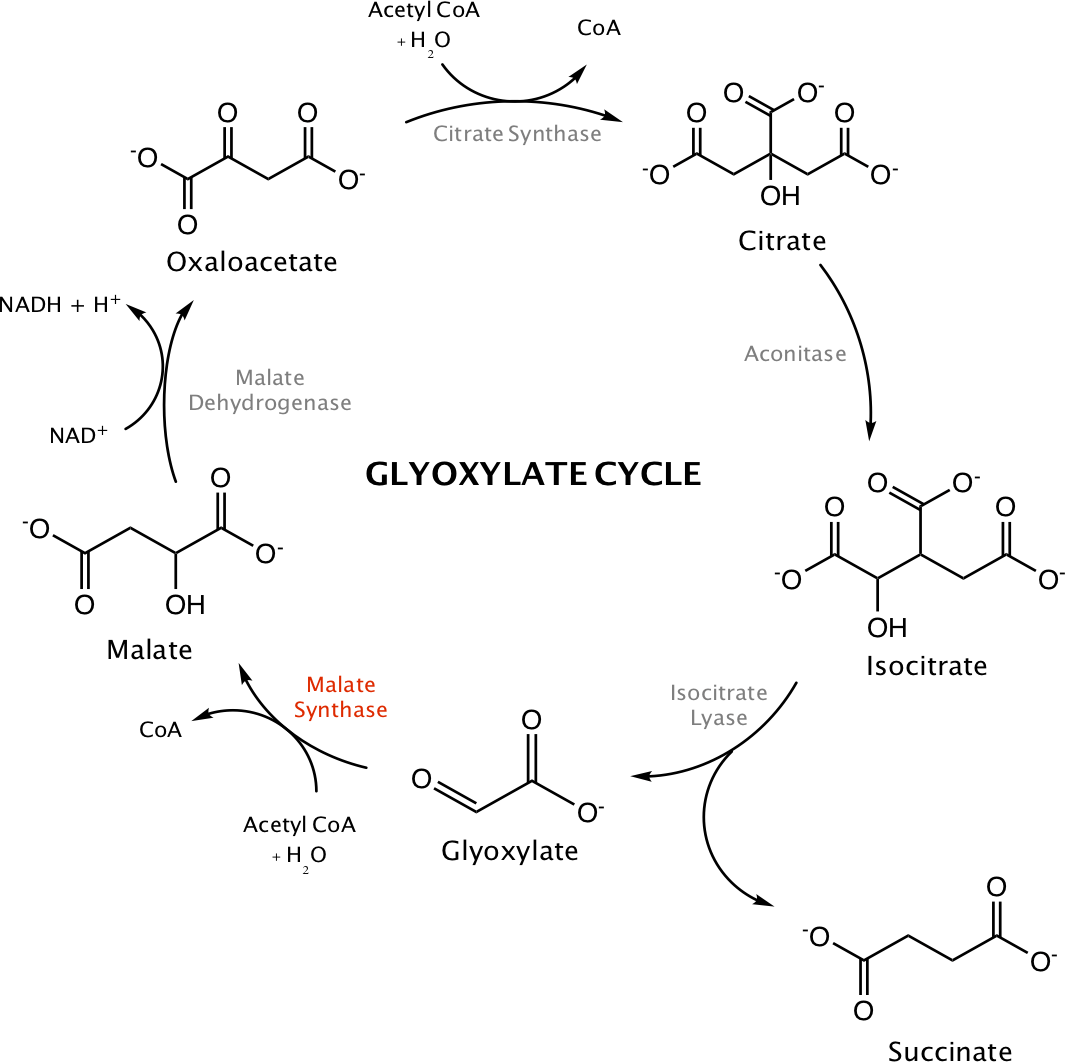
グリオキシル酸回路におけるリンゴ酸シンターゼの役割

クエン酸回路（TCA回路またはクレブス回路としても知られる）は、好気性生物がアセチルCoAの酸化によってエネルギーを産生する方法である。アセチルCoAは解糖系の産物であるピルビン酸に由来する。クエン酸回路はアセチルCoAを受容して代謝し、二酸化炭素を形成する。クエン酸回路と関連するグリオキシル酸回路と呼ばれる回路が多くの細菌と植物に存在する。植物では、グリオキシル酸回路はグリオキシソームで行われる。この回路では、イソクエン酸リアーゼとリンゴ酸シンターゼによって、クエン酸回路の脱炭酸の段階がスキップされる。グリオキシル酸回路では、リンゴ酸シンターゼはイソクエン酸リアーゼと協働的に機能してクエン酸回路の2つの酸化段階を迂回し、多くの微生物で酢酸または脂肪酸からの炭素の取り込みを可能にする。これら2つの酵素はコハク酸とリンゴ酸を産生し、コハク酸は回路を出て糖の合成に利用される。この過程では、アセチルCoAと水が基質として利用され、クエン酸回路のように2分子の二酸化炭素が失われることはない。グリオキシル回路はリンゴ酸シンターゼとイソクエン酸リアーゼによって促進され、アセチルCoAまたは他の2炭素化合物で生存することが可能になる。例えば、単細胞の真核生物型藻類であるミドリムシの1種Euglena gracilisは、エタノールを消費してアセチルCoAを、そしてその後炭水化物を形成する。発芽中の植物では、グリオキシソーム内でグリオキシル酸回路によって貯蔵脂質から炭水化物への変換が行われる。

## 進化の歴史
リンゴ酸シンターゼは、トウモロコシを含む一部の植物では、同一のサブユニット（約 60 kDa）からなる八量体として存在する。カンジダではホモ四量体、真正細菌ではホモ二量体である。線虫Caenorhabditis elegansでは、リンゴ酸シンターゼはイソクエン酸リアーゼのC末端と融合しており、単一の二機能タンパク質として産生される。リンゴ酸シンターゼの正確な進化の歴史を決定するのに十分な配列情報は現在のところ得られていないが、植物、菌類、 C. elegansの配列は異なっており、古細菌にホモログはみつかっていない。

## ヒトでの活性
伝統的にリンゴ酸シンターゼは細菌のグリオキシル酸回路の一部として記載されており、ヒトのリンゴ酸シンターゼの活性はStrittmatterらの研究で初めて報告された。その研究では、CLYBLと呼ばれるヒトのミトコンドリアの酵素がリンゴ酸シンターゼ活性を持つことが明らかにされた。CLYBLは真核生物の複数の分類群に存在しており、細菌でも保存されている。CLYBLは、C末端ドメインの大部分が欠失している点で他のリンゴ酸シンターゼとは異なり、特異的活性や効率は低い。CLYBLはミトコンドリアのビタミンB12関連経路の3つのメンバーであるMUT、MMAA、MMABと強く共発現しているため、ビタミンB12の代謝経路と関連づけられている。さらに、CLYBLタンパク質の喪失につながる機能喪失型多型は、ヒト血漿中のビタミンB12レベルの低下と関係している。CLYBLがビタミンB12の代謝へ関与する正確な機構はあまり解明されていないが、CLYBLはシトラマリルCoA（citramalyl-CoA）をピルビン酸とアセチルCoAに変換すると考えられている。この変換が行われない場合、シトラマリルCoAの前駆体であるイタコニルCoA（itaconyl-CoA）が細胞内に蓄積し、ビタミンB12の不活化へつながる。この不活化はメチオニン回路を阻害し、セリン、グリシン、1炭素化合物、葉酸の代謝が低下する。

## 臨床的意義
グリオキシル酸回路は細菌や菌類で特に重要な役割を果たしており、リンゴ酸シンターゼ（やイソクエン酸リアーゼ）の機構の研究は、ヒト、動物、植物に対する病原性を理解するために重要である。リンゴ酸シンターゼの研究は、病原体の宿主内での生存を可能にする代謝経路へ光を当てるものであり、治療の可能性を明らかにするものでもある。結核菌Mycobacterium tuberculosis、緑膿菌Pseudomonas aeruginosa、ブルセラ属のBrucella melitensis、大腸菌Escherichia coliなどの病原体におけるリンゴ酸シンターゼの活性に対し、多くの研究が行われている。

### 結核菌
リンゴ酸シンターゼとグリオキシル酸回路は結核菌M. tuberculosisで特に重要であり、感染の長期持続を可能にする。結核菌の細胞が食作用によって取り込まれたとき、結核菌はグリオキシル酸回路の酵素をコードする遺伝子をアップレギュレーションする。結核菌はリンゴ酸シンターゼとの関係が最もよく研究されている病原体の1つであり、結核菌リンゴ酸シンターゼの構造と反応速度論に関して良く調べられている。リンゴ酸シンターゼはアセチルCoAの長鎖炭水化物への取り込みを可能にし、過酷な環境での生存に必要不可欠である。それだけでなく、リンゴ酸シンターゼはイソクエン酸リアーゼによって産生されるグリオキシル酸の蓄積による毒性を防止する。リンゴ酸シンターゼのダウンレギュレーションは、マクロファージ内における結核菌のストレス耐性、生存持続性、生育を低下させる。酵素は低分子によって阻害可能であり（ただし阻害は微小環境依存的である）、新たな化学療法としての可能性が示唆される。

### 緑膿菌
緑膿菌P. aeruginosaはヒトで重症感染症を引き起こし、複数の治療法に対する耐性を持つため世界保健機関は重大な危機としている。グリオキシル酸回路は宿主内での緑膿菌の生育に必要不可欠である。2017年McVeyらは、緑膿菌のリンゴ酸シンターゼの立体構造を解明し、4つのドメインからなる単量体であり、他の病原体と高度に保存されていることを発見した。彼らはさらに計算科学的な解析を行い、薬剤標的部位として機能する可能性のある2つのポケットを同定した。

### ブルセラ
ブルセラ属のB. melitensisはヒツジとウシで発熱と精巣上体の炎症を引き起こし、低温殺菌を行っていない乳の消費によってヒトへも伝染する。リンゴ酸シンターゼはこの細菌の病原性因子である可能性が示されている。2016年Adiらは、リンゴ酸シンターゼの結晶構造解析を行って触媒ドメインを同定し、阻害剤の調査を行った。彼らは、細菌に対する薬剤として機能する経口毒性のない5つの阻害剤を同定した。それらはブルセラ症に対する治療となる可能性がある。

### 大腸菌
大腸菌E. coliでは、グリオキシル酸回路に必要な酵素をコードする遺伝子は多シストロン性のaceオペロンから発現する。このオペロンには、リンゴ酸シンターゼ（aceB）、イソクエン酸リアーゼ（aceA）、イソクエン酸デヒドロゲナーゼキナーゼ/ホスファターゼ（aceK）をコードする遺伝子が含まれている。

## 構造
2018年初時点で、いくつかの構造が解明されている。蛋白質構造データバンクのコードは、2GQ3、1D8C、3OYX、3PUG、5TAO、5H8M、2JQX、1P7T、1Y8Bである。

## 関連文献
- DIXON GH, KORNBERG HL, LUND P (1960). “Purification and properties of malate synthetase”. Biochim. Biophys. Acta. 41 (2):  217–33. doi:10.1016/0006-3002(60)90004-4. PMID 13816984.

```
　
```